# Hélène Rivier
Pour les articles homonymes, voir Rivier.
Hélène Rivier, née le 25 mai 1902 à Porrentruy et morte le 11 février 1986 à Genève est une bibliothécaire suisse. Elle crée la première bibliothèque publique en Suisse assurant un service de prêt gratuit d'ouvrages librement accessibles au public en 1931 à Genève,.

## Biographie
Hélène-Ida Rivier est la fille d'Émile Théodore Rivier, pasteur de la paroisse réformée de Porrentruy, et d'Annie Rose. Elle est issue d’une famille nombreuse, 6e d'une fratrie de 9 enfants. Elle est la petite nièce d’Alphonse Rivier (1835-1898), cofondateur de l'Institut de droit international et consul général de Suisse à Bruxelles dès 1886 et de Louis Rivier (1820-1883), l’un des fondateurs de l’École polytechnique Fédérale de Lausanne. 
Son père ne lui ayant pas permis de faire des études universitaires, elle doit renoncer à la carrière de médecin qu'elle voulait embrasser.  
Elle apprend à jouer du piano puis de l'orgue afin d'accompagner le culte au temple où officie son père.

## Formation à l'école d'études sociales pour femmes de Genève
Après une année de séjour à Leysin, à la suite de la tuberculose, Hélène Rivier s'inscrit à la section des « secrétaires-bibliothécaires » de l’École d’études sociales pour femmes de Genève maintenant Haute école de travail social (HETS) et longtemps connue sous le nom d’Institut d’études sociales (IES). Elle en est l'une des premières femmes diplômées, à la fin de l’année scolaire 1928-1929. Son travail de diplôme s'intitule : « Catalogue des œuvres de Théodore de Bèze et de Jean Calvin qui se trouvent au Musée historique de la Réformation à Genève. » En même temps qu'elle y œuvre, elle réorganise le règlement sur l’utilisation de la Bibliothèque du Musée international de la Réforme.
Pendant sa formation, elle effectue des stages dans des bibliothèques genevoises comme à la Société des Nations et à Fribourg.

## Créatrice de la Bibliothèque moderne de Genève
Après l'obtention de son diplôme, Hélène Rivier travailla d'abord comme assistante à la Bibliothèque de la Société des Nations.
En 1931, Le Conseil administratif de la ville de Genève lui confie la direction de sa nouvelle Bibliothèque moderne. André Oltramare, alors chef du Département de l'instruction publique s’était rendu en Angleterre en 1928. De retour, il soumit aux autorités genevoises une demande de création d'un service semblable aux bibliothèques municipales anglaises à Genève. Le 11 mars, le projet d'arrêté est accepté. Hélène Rivier sera secondé par Édouard Dufour, ancien bibliothécaire de la Société de lecture. Elle effectua des voyages dans de grandes bibliothèques européennes, notamment en Allemagne et en Angleterre (qui l'inspirera pour les bibliothèques municipales), pour se préparer à sa nouvelle fonction.
La Bibliothèque moderne, sise au rez-de-chaussée du bâtiment de la Madeleine est inaugurée le 21 octobre 1931. Elle est dotée d’une salle de lecture et d’une bibliothèque de prêt, agrémentée d'une nouveauté : les livres sont en libre accès. Les services sont gratuits. Les lecteurs peuvent accéder aux rayons et choisir eux-mêmes les livres qui les intéressent.
En mai 1933, Hélène Rivier met en place la première bibliothèque enfantine, dite « Bibliothèque populaire », ou encore « Bibliothèque pour tous » à Genève. Il s’agit de la « Section des jeunes » de la « Bibliothèque moderne ». Elle sera ouverte aux enfants de 12 à 16 ans, une fois par semaine, le jeudi matin. Ce jour, dans la salle de lecture utilisée également par les adultes, les enfants peuvent lire, sur place et emporter à la maison des livres et des albums qui sont sélectionnés pour eux.
En 1936, lors de la présentation d’un rapport sur « la Bibliothèque Moderne de Genève, ses fonctions, son public » à l'occasion du cours de perfectionnement organisé par l'Association des bibliothécaires suisses, à Berne le 12 octobre, Hélène Rivier, montre son projet de réorganisation des bibliothèques municipales, prévoyant dans ses grandes lignes :
1. La Bibliothèque centrale, qui abritera la Direction générale, l’administration générale; le département général pour les acquisitions, la reliure et le cataloguement. Cette bibliothèque aurait une salle de lecture, une salle de journaux. Elle comporterait également une bibliothèque de prêt avec une collection spéciale de volumes concernant la technique et les beaux-arts ainsi qu’une bibliothèque d'enfants.
2. Des succursales, dépendantes directement de la Bibliothèque centrale, comporteraient chacune une salle de lecture et une bibliothèque de prêt avec accès libre aux rayons.
3. Un dépôt de livres pour la campagne, où l'idéal serait d’utiliser le bibliobus (comme celle employée dans les bibliothèques rurales du Kent en Angleterre ou dans la banlieue de Dresde)[15].

## Directrice des bibliothèques municipales de Genève
En 1941, après le départ à la retraite d'Eugène Dujardin, directeur des Bibliothèques circulantes, le Conseil administratif de la ville de Genève décide de fusionner la Bibliothèque circulante avec la Bibliothèque moderne de Genève. Cette fusion donne naissance aux bibliothèques municipales de Genève (BM). Hélène Rivier est alors chargée de la direction générale de ce nouveau service et devient la première directrice des BM Genève, de 1941 à 1966.
La même année, elle projette la mise en place d’une vraie Bibliothèque des Jeunes dans un nouveau local qui servira à la fois de salle de lecture et de bibliothèque de prêt. À la suite de la fusion de la bibliothèque circulante avec la bibliothèque moderne, le bâtiment de la Madeleine est réorganisé en 1942. La mise en place de la bibliothèque des jeunes est effectuée en même temps que d’autres travaux. Elle est dotée de sa propre salle de lecture. 
Le 15 mars 1948, elle procède à la réouverture de la bibliothèque municipale de Plainpalais, restée fermée pendant une année, agrandie et enrichie tant au niveau de l’espace que des collections.  
L'année suivante, elle met en place la bibliothèque des malades à l'hôpital cantonal (puis à la clinique psychiatrique de Bel-Air en 1959), dans le cadre des BM. 
Hélène Rivier s’inspire des modèles londoniens et grenoblois pour créer le premier service de bibliobus de Suisse en 1962, avec le soutien de Pierre Bouffard, alors conseiller administratif de la Ville de Genève afin de permettre l’accès à la lecture des quartiers qui n’avaient pas encore de bibliothèques. 
Elle part à la retraite en 1966 et est remplacée par Janine Brunet.
D’après Alain Jacquesson, ancien directeur de plusieurs institutions du domaine des bibliothèques dont la Bibliothèque de Genève (1993-2007) où il prit sa retraite, Hélène Rivier a été « pendant de longues années la seule chef de service de l'administration municipale genevoise ».

## École d'études sociales pour femmes de Genève

### Enseignement
Hélène Rivier enseigne à l’École d'études sociales de Genève pour femmes dès 1947, où elle siège dans la commission consultative. Elle reprend le « Cours sur les bibliothèques populaires » dispensé par Auguste Bouvier, bibliothécaire à la Bibliothèque publique et universitaire de Genève de 1922 à 1947. Elle refuse l’intitulé du cours, préférant « Lecture publique et vulgarisation » qui lui sera proposé. Ce cours met en relief le rôle social des bibliothèques, suscitant l'intérêt des élèves dont beaucoup obtinrent leurs diplômes avec elle.
En 1948, elle participe à l’organisation de la bibliothèque de la division inférieure de l'école supérieure des jeunes filles de Genève, en dirigeant le travail de diplôme de Mlles Picot et Schauenberg qui détaille ce projet. 
Elle supervise également celui de Roberte Pipy, qui dirigera également les bibliothèques municipales de Genève de 1976 à 1988, ainsi que le stage de Mlle Bourquin, qui réunit et classe les volumes initiaux de la bibliothèque municipale de Monthey.

### Titre du diplôme
Après leur assemblée générale à Bienne en mai 1953, les anciennes élèves avaient demandé à l’école que le terme « secrétaire » ne figurât plus sur le diplôme de fin d’études. Une discussion interminable s'ensuivit entre la direction et les élèves en formation, où, selon Jacqueline Court, codirectrice de l’École de bibliothécaires de 1965 à 1993 avec différentes personnalités de l'information documentaire, « l’intervention ferme d’Hélène Rivier, en faveur de la suppression du terme secrétaire » fut déterminante. Un compromis permit de trouver la formulation « diplôme de l’école de bibliothécaires ».

## Une vie au service de la lecture publique

### La promotion de la lecture publique
Entièrement engagée en faveur d'une large ouverture de l'accès de la lecture et de la culture à la majorité des habitants de Genève, Hélène Rivier s'est toujours tenue à distance des partis politiques, tout au long de sa carrière. Au besoin, quand c'était nécessaire, elle affrontait l'administration municipale jusqu'à obtenir gain de cause : « on m'aurait marché dessus si je ne m'étais pas battue ! », affirme-t-elle. Sa grande taille, qui intimidait certains de ses supérieurs hiérarchiques, lui a parfois servi d’atout.
La promotion de la lecture publique passait également par les visites de ses bibliothèques qu’elle organisait pour les autorités municipales, la presse, ou d’autres bibliothécaires, afin d'en montrer le fonctionnement. Elle anima également des conférences, telle que celle du 1er février 1953, consacrée aux bibliothèques publiques anglaises et leur influence sur les bibliothèques suisses à l'Assemblée de la Société des amis de la Bibliothèque moderne.

### Maria Popesco
Maria Popesco était une lectrice fidèle de la bibliothèque de la Prison de Saint-Antoine. Lors d'un voyage en Roumanie, Hélène Rivier put contacter le père de Maria Popesco et grâce à elle ce dernier put s'installer à Genève jusqu'à sa mort.

### Une pionnière
Selon Franz Georg Maier (de) Hélène Rivier peut être considéré comme la fondatrice de la bibliothéconomie publique moderne en Suisse aujourd'hui, puisque d'autres cantons (Vaud, Neuchâtel, Zurich) s'inspirèrent du modèle genevois.

## Publications
- Rivier, Hélène Catalogue des œuvres de Théodore de Bèze et de Jean Calvin qui se trouvent au Musée historique de la Réformation à Genève, [Genève] : [Musée historique de la Réformation], 1928, 23 f ; 30 cm
- Rivier, Hélène, La bibliothèque moderne de Genève, ses fonctions, son public, Publikationen der Vereinigung schweizerischer Bibliothekare, 16, 1937, S. 36-45
- Rivier, Hélène, Les bibliothèques municipales de Genève : discours prononcé par Hélène Rivier le 2 novembre 1967 à la réception d'adieu de l'Hôtel Métropole, Genève : 1967, [6] p ; 8°
- Rivier, Hélène, "Les bibliothèques municipales de Genève mettent en service un bibliobus urbain", Nachrichten VSB/SVD, Jg. 38 (1962), S. 33-36